# Jaime Ruiz Llaguno
Jaime Ruiz Llaguno war ein mexikanischer Unternehmer und Fußballfunktionär.

## Vorfahren
Jaime Ruiz Llaguno war eines von sieben Kindern des Tequila-Unternehmers Avelino Ruiz Rosales und seiner Frau Clara Llaguno, die in einer Stadtvilla unter der Nummer 1600 der Avenida Ignacio Luis Vallarta im Zentrum von Guadalajara lebten.
Sein Vater Avelino und sein Onkel Roberto stiegen nach dem frühen Tod ihres Vaters in das Familienunternehmen ein. Bevor Avelino Ruiz sich dauerhaft in Guadalajara niederließ, wurde er 1923 zum ersten Bürgermeister seiner Heimatgemeinde El Arenal nominiert, nachdem diese im selben Jahr den Gemeindestatus erhalten hatte. Während sein Bruder Roberto noch eine Weile in El Arenal blieb und sich dort um die Tequila-Produktion kümmerte, zog Avelino in die nahegelegene Hauptstadt des Bundesstaates Jalisco und kümmerte sich um den Verkauf. Er war in den 1920er-Jahren der erste Unternehmer, der Tequila (unter der Marke Providencia Rey) über die USA nach Europa exportierte.

## Leben
Wie seine Vorfahren stieg auch Jaime Ruiz Llaguno in die Tequila-Branche ein und war von 1973 bis 1975 Vereinspräsident von Deportivo Guadalajara. 1976 gründete Jaime Ruiz in den USA ein Fußball-Franchise mit der Bezeichnung Oakland Buccaneers, das in der American Soccer League mitwirkte und seine Spiele in Oakland, Kalifornien, austragen sollte. Als Trainer verpflichtete Ruiz seinen Landsmann Javier de la Torre, der mit dem Club Deportivo Guadalajara zwischen 1961 und 1970 insgesamt fünf Meistertitel gewonnen hatte. Weil die Mannschaft jedoch, entgegen der ursprünglichen Absicht, ihre Heimspiele in Berkeley bestritt, wurde sie bereits am 17. Mai 1976 umbenannt in die Golden Bay Buccaneers. Wenig später kehrte Ruiz Llaguno dem Verein den Rücken, der bald nach seinem letzten Spiel am 12. August 1976 wieder aufgelöst wurde.